# Nuestra Señora del Don
Nuestra Señora del Don (en ruso: Донская икона Божией Матери; tr. Donskaya ikona Bozhiei Materi) es un icono eleúsa de origen ruso pintado en el siglo XIV que muestra a la Virgen María con el niño Jesús. El ícono, que actualmente está en la Galería Tretiakov en Moscú, Rusia, tiene una composición eleúsa, es decir que muestra a la Virgen cargando al niño. El origen y la fecha exacta del icono son cuestionados; se sabe que fue pintado por Teófanes el Griego entre 1382 y 1395. El libro del Monasterio de Donskói muestra que el icono fue un regalo de los Cosacos del Don para el príncipe Dmitri Donskói el día anterior a la batalla de Kulikovo en 1380.

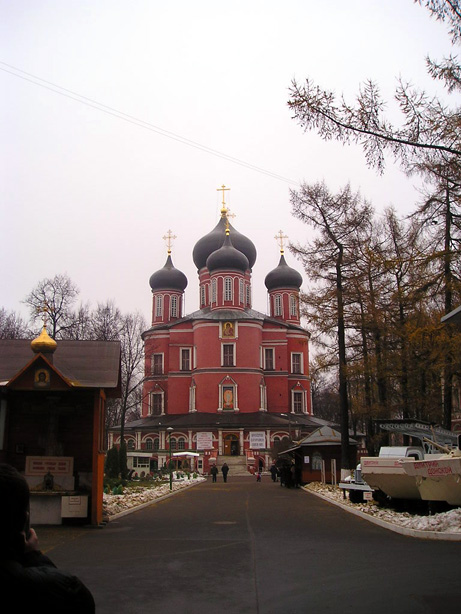
El Monasterio Donskói es el santuario principal del icono.